# Álvaro Uribe Vélez
Álvaro Uribe Vélez (Medellín, 4 luglio 1952) è un politico e avvocato colombiano, Presidente della Colombia in carica dal 2002 al 2010.
Avvocato, specializzato in amministrazione pubblica alla Harvard Extension School, intraprese l'attività pubblica nella sua città natale a partire dal 1976. Da sempre militante nelle file del Partito liberale, nel 1982 divenne sindaco di Medellín, per poi essere eletto per due legislature senatore (1986-1994). Tra il 1995 e il 1997 fu governatore del dipartimento di Antioquia e nel 2002 concorse con successo alle elezioni presidenziali colombiane. Nel 2006 fu rieletto per un secondo mandato. 

## La carriera politica
Álvaro Uribe Vélez approdò ancora molto giovane alla vita pubblica: dopo aver gestito (1976) l'azienda municipalizzata della sua città natale, fu segretario generale del ministero del Lavoro colombiano dal 1977 al 1978, mentre dal 1980 al 1982 fu direttore dell'Aeronautica civile. Nel 1982 venne nominato sindaco di Medellín, ma mantenne la carica per meno di un anno; poco più tardi, tuttavia, venne eletto senatore per un primo mandato (1986-1990), alla scadenza del quale fu riconfermato per un secondo (1990-1994). Nel 1995 fu eletto, con un margine di appena poche centinaia di voti, governatore del Dipartimento di Antioquia; sotto la sua guida la regione creò i consigli comunitari e difese e promosse l'istituzione delle Convivir, cooperative di sicurezza private.

## La presidenza della Colombia
Da sempre militante del Partito Liberale Colombiano, nel 2002 si presentò alle elezioni presidenziali, inizialmente come candidato indipendente. Si opponeva all'ex ministro Horacio Serpa, anche'egli liberale ma di tendenze più socialdemocratiche. In seguito raccolse il sostegno del Partito Conservatore Colombiano, oltre che di numerosi dirigenti del suo Partito liberale come lui non a favore del candidato ufficiale, Serpa. Uribe fu eletto con il 53% dei voti, imponendo la disfatta a Serpa (31,8%). Fu il primo presidente a essere eletto al primo turno dall'entrata in vigore (1991) della nuova Costituzione colombiana. Ancor più schiacciante fu la sua rielezione, nel 2006: 62,35%.
Álvaro Uribe ha adottato una linea dura contro le Forze Armate Rivoluzionarie della Colombia (FARC, estrema sinistra), rifiutando il dialogo e preferendo affidarsi a una soluzione esclusivamente militare per porre fine al conflitto. Per schiacciare la guerriglia, si affidò in particolare ai paramilitari delle Autodefensas Unidas de Colombia (AUC, estrema destra), che fungevano da forza ausiliaria dell'esercito governativo "utilizzata per diffondere il terrore e sviare i sospetti sulla responsabilità delle forze armate nella violazione dei diritti umani durante il conflitto", secondo Amnesty International. I paramilitari sono ritenuti dalle Nazioni Unite responsabili dell'80% dei crimini e dei massacri commessi durante il conflitto.
Per migliorare i propri risultati nella lotta contro la guerriglia, l'esercito colombiano ha effettuato esecuzioni di massa di civili, presentati come ribelli uccisi in combattimento. Sebbene tali abusi esistessero già in precedenza, il fenomeno si è diffuso a partire dal 2002, incoraggiato dai bonus pagati ai soldati e dalla quasi totale impunità. Lo scandalo, noto come Scandalo dei falsi positivi, è scoppiato nel 2008. Il sistema giudiziario colombiano ha riconosciuto nel 2021 almeno 6 402 civili giustiziati dall'esercito colombiano tra il 2002 e il 2008 per essere falsamente presentati come membri della guerriglia: tra il 2002 e il 2008, nel quadro del conflitto colombiano, le forze armate del Paese prelevarono civili innocenti ed estranei al conflitto, portandoli in zone remote e successivamente assassinandoli e camuffandoli da guerriglieri, con lo scopo di gonfiare il numero di uccisioni per ricevere in cambio promozioni e benefici economici. Si calcola che almeno 6 402 civili siano stati assassinati in tal contesto.

## Controversie
Tra le accuse più frequenti rivolte all'ormai ex presidente colombiano c'è anche l'accusa - basata su un rapporto della Direzione Investigativa Antidroga americana del 1990 (pagina 10) -  di essere stato un alleato del Cartello di Medellín e di Pablo Escobar, prendendo parte anche al traffico di stupefacenti. Il padre di Uribe, scrive un rapporto della DIA, fu assassinato in Colombia per le sue connessioni con il narcotraffico.  Uribe viene descritto dalla DIA come un amico personale di Pablo Escobar, che aiutò non solo nella fase in cui il capomafia si batté contro l'estradizione negli Stati Uniti ma anche quando Escobar mosse i suoi primi passi nella politica e nel parlamento colombiano.
Il 18 novembre 2009 dieci ONG hanno consegnato un rapporto alla commissione di Ginevra per denunciare un aumento dei casi di tortura da parte dei corpi di Stato dell'80% da quando Uribe ha iniziato a governare in Colombia. Il rapporto denunciava 899 casi documentati di tortura dei quali 502 si sono conclusi con la morte della vittima. Nel 92% dei casi di violazione dei diritti umani documentati i colpevoli sarebbero esercito, polizia e corpi paramilitari.

## Procedimenti giudiziari
Nell'ottobre 2015, a causa delle dichiarazioni fatte da Diego Fernando Murillo Bejarano alias "don Berna", la procura Colombiana ha chiesto alla Corte Suprema de Justicia di effettuare delle indagini giudiziarie relative al massacro di El Aro del 1997, nell'ambito del quale quindici persone ritenute essere legate alle FARC furono uccise da gruppi paramilitari, durante il periodo in cui Uribe ricopriva la carica di governatore di Antioquia.
Il 4 agosto 2020 la Corte Suprema colombiana ordinò il suo arresto con effetto immediato per reato di corruzione e manipolazione di testimoni.
Il caso era iniziato nel settembre 2014, quando, durante un dibattito in Senato convocato dal senatore Iván Cepeda per rivelare presunti legami di Uribe con gruppi narcotrafficanti e paramilitari di estrema destra nel corso della sua carriera politica, Uribe – all’epoca senatore – abbandonò l’aula all’inizio del dibattito e, in risposta, presentò una denuncia alla Corte Suprema accusando Cepeda di presunta manipolazione di testimoni.
Nel febbraio 2018, a seguito dell’indagine, la Corte Suprema stabilì che in realtà era lo stesso Uribe a tentare di manipolare testimoni per fuorviare la giustizia. Si scoprì che il suo avvocato, Diego Cadena, faceva visita a detenuti per convincerli a testimoniare contro Cepeda. La Corte archivió così l’indagine contro Cepeda e avviò un procedimento contro Uribe.
Quando nel 2020 la Corte Suprema impose a Uribe gli arresti domiciliari, Uribe si dimise dal suo incarico di senatore per essere giudicato dalla giustizia ordinaria e non dalla Corte Suprema, competente per i titolari di immunità parlamentare. Uribe rimase circa due mesi in detenzione fino a quando una giudice revocò la misura cautelare. Il 28 luglio 2025 a Bogotá è terminato il processo penale contro l’ex presidente Álvaro Uribe Vélez per i reati di frode processuale, corruzione e corruzione in procedimento penale: la sentenza ha dichiarato Álvaro Uribe innocente per il reato di "corruzione semplice", ma colpevole dei reati di "frode processuale" e "corruzione in procedimento giudiziario".